# Taryn Terrell
Taryn Nicole Terrell (* 28. Dezember 1985) ist eine US-amerikanische Wrestlerin, Schauspielerin und Model. Sie steht zurzeit bei Total Nonstop Action Wrestling unter Vertrag.

## Jugend
Terrell war vor ihrer Wrestlingkarriere Cheerleaderin und betrieb daneben Kraftdreikampf. Daneben posierte sie mehrmals für den Playboy.

## Wrestling-Karriere

### WWE (2007–2010)
2007 nahem Terrell an dem von WWE ausgerichteten Diva Search Contest teil. Am Ende belegte sie den vierten Platz. Anfang 2008 wurde sie von WWE unter Vertrag genommen und zunächst in deren Aufbauliga Florida Championship Wrestling (FCW) eingesetzt. Anschließend wurde sie bei ECW die Assistentin von Theodore Long. Von April 2009 bis Februar 2010 war Terrell General Managerin von ECW, bis diese Sendung eingestellt wurde. Anschließend trat sie in der Show SmackDown als Wrestlerin an, bis sie im August 2010 aufgrund persönlicher Vorkommnisse zwischen ihr und ihrem Ehemann Drew Galloway vorübergehend suspendiert wurde. Im November 2010 wurde sie endgültig aus ihrem Vertrag entlassen.

### TNA (seit 2012)
Am 16. August 2012 debütierte Terrell unter ihrem Realnamen bei Impact Wrestling als neue Ringrichterin der Knockouts-Division in dem Match zwischen Miss Tessmacher und Madison Rayne. Nebenbei begann sie auch bei TNA's Entwicklungszentrum Ohio Valley Wrestling aufzutreten, wo sie einmal die OVW Women’s Championship gewann. Im Januar 2013 startete Terrell bei Impact Wrestling eine Fehde gegen Gail Kim. Infolgedessen ist sie seit März 2013 nur noch als Wrestlerin im Ring aktiv. Am 19. September 2013 konnte sie in einem Three–Way Match bei Impact Wrestling die TNA Women’s Knockout Championesse Havok und Gail Kim besiegen und wurde somit zum ersten Mal TNA Women’s Knockout Champion.

## Modelkarriere
In der Februar/März 2010 Ausgabe des Playboy (Playboy Special Edition) erschien ein Bildbericht über Terrell, ebenso in der Sonderausgabe November 2010 Big Boobs, Hot Buns.

## Schauspielkarriere
2007 gab Terrell ihrer Schauspieldebüt und war in einer Folge der Serie K-Ville zu sehen. 2012 folgte ein Auftritt in Common Law, danach war sie in dem Film Die Qual der Wahl zu sehen. Ebenfalls 2012 trat sie in sechs Folgen der Serie Treme auf. Derzeit befinden sich mehrere Filmprojekte, in denen sie in Erscheinung treten wird, in der Postproduktion.

## Privatleben
Terrell heiratete Anfang Mai 2010 ihren Verlobten Drew Galloway (Drew McIntyre), ebenfalls Wrestler für WWE.
Am 8. August 2010 wurde Terrell wegen häuslicher Gewalt gegen ihren Ehemann Drew Galloway festgenommen, was schließlich zu ihrer Entlassung führte. Im Mai 2011 wurde bekannt, dass sich die beiden haben scheiden lassen. Im August gab Terrell bekannt, dass sie eine Auszeit nimmt, da sie von ihrem Freund Mark Lewis schwanger ist.

## Titel
- Ohio Valley Wrestling

- 1× OVW Women’s Champion

- Total Nonstop Action Wrestling

- 1× TNA Women’s Knockout Championship

## Filmografie (Auswahl)
- 2012: Die Qual der Wahl
- 2012: The Demented
- 2012: American Horror House
- 2012: Die Unfassbaren – Now You See Me
- 2013: Empire State
- 2013: Oldboy
- 2013: Das ist das Ende